# Ladislav Korbel
Ladislav Korbel (* 3. května 1954) je český politik, na přelomu 20. a 21. století poslanec Poslanecké sněmovny za Unii svobody.

## Biografie
K roku 1998 se uvádí jako živnostník, bytem Rohatec. Ve volbách v roce 1998 byl zvolen do poslanecké sněmovny za Unii svobody (volební obvod Jihomoravský kraj). Byl členem sněmovního rozpočtového výboru. V parlamentu setrval do voleb v roce 2002.
V září 2000 byl dočasně pověřen vedením krajské organizace Unie svobody v Brněnském (Jihomoravském) kraji. Vzhledem k frakčním problémům ale část krajské organizace jeho nástup na tento post neuznávala. V červnu 2001 kandidoval na místopředsedu strany, ale nebyl zvolen. Rok po odchodu ze sněmovny se v říjnu 2003 stal vládním zmocněncem pro Jihomoravský kraj. Mezitím se angažoval v regionální politice. V krajských volbách roku 2000 byl zvolen do Zastupitelstva Jihomoravského kraje za Unii svobody, respektive za alianci Čtyřkoalice.
Kromě toho působil i v místní politice. V komunálních volbách roku 1998 kandidoval neúspěšně za US do zastupitelstva obce Rohatec. Zvolen sem byl za US (respektive US-DEU) v komunálních volbách roku 2002 a komunálních volbách roku 2006. Neúspěšně se o znovuzvolení pokoušel v komunálních volbách roku 2010 i 2014, nyní již jako bezpartijní. Profesně se k roku 1998 uvádí jako státní úředník, v roce 2002 jako podnikatel, roku 2006 coby státní zaměstnanec a k roku 2010 jako ekonom.